# Pekovita
La pekovita és un mineral de la classe dels silicats. Va ser anomenada en honor del mineralogista rus Igor Viktorovitx Pekov, un expert en la mineralogia de roques alcalines.

## Característiques
La pekovita és un tectosilicat de fórmula química SrB₂Si₂O₈. Cristal·litza en el sistema ortoròmbic. És l'anàleg mineral amb estronci de la danburita i la maleevita.
Segons la classificació de Nickel-Strunz, la pekovita pertany a «09.FA - Tectosilicats sense H₂O zeolítica, sense anions addicionals no tetraèdrics» juntament amb els següents minerals: kaliofilita, kalsilita, nefelina, panunzita, trikalsilita, yoshiokaïta, megakalsilita, malinkoïta, virgilita, lisitsynita, adularia, anortoclasa, buddingtonita, celsiana, hialofana, microclina, ortosa, sanidina, rubiclina, monalbita, albita, andesina, anortita, bytownita, labradorita, oligoclasa, reedmergnerita, paracelsiana, svyatoslavita, kumdykolita, slawsonita, lisetita, banalsita, stronalsita, danburita, maleevita, lingunita i kokchetavita.

## Formació i jaciments
La pekovita va ser descoberta a la glacera Dara-i-Pioz (Districtes de la Subordinació Republicana, Tadjikistan). Es tracta de l'únic indret on ha estat descrita aquesta espècie mineral.